# Melville Peak
Der Melville Peak (französisch Mont Melville) ist ein markanter und 549 m hoher Berg auf King George Island im Archipel der Südlichen Shetlandinseln. Er überragt als erodierter Schichtvulkan mit einem Gipfelkrater das Kap Melville am östlichen Ende der Insel. Von ihm stammt möglicherweise eine Ascheschicht, die in 30 km Entfernung im Sediment der Bransfieldstraße entdeckt wurde und auf einen Ausbruch vor wenigen Tausend Jahren schließen lässt.
Teilnehmer der Fünften Französischen Antarktisexpedition (1908–1910) unter der Leitung des Polarforschers Jean-Baptiste Charcot kartierten ihn. Charcot benannte ihn nach dem gleichnamigen Kap. Dessen Namensgeber ist Robert Dundas, 2. Viscount Melville (1771–1851), Erster Lord der Admiralität von 1812 bis 1827 und von 1828 bis 1830. Das Advisory Committee on Antarctic Names übertrug diese Benennung 1952 ins Englische.